# Linia sukcesji do japońskiego tronu
Lista członków japońskiej rodziny cesarskiej według kolejności dziedziczenia praw do Chryzantemowego Tronu. Lista nie obejmuje kobiet, które zgodnie z ustawą z 1947 roku nie mają prawa dziedziczyć tytułu cesarza.
Brak pojawienia się męskiego potomka przez ponad 40 lat wywołał na początku XXI wieku publiczną i parlamentarną debatę na temat potencjalnej zmiany zasad sukcesji. Liberalne skrzydło proponowało wprowadzenie primogenitury absolutnej, która pozwoliłaby kobietom dziedziczyć na równych zasadach, co mężczyźni. Bardziej umiarkowane ugrupowania skłaniały się w kierunku przywrócenia dawnego zwyczaju, który pozwalał kobietom dziedziczyć wyłącznie w przypadku braku męskich potomków. Z kolei konserwatywna strona sceny politycznej sugerowała anulowanie zarządzonej w 1947 roku przez administrację amerykańską delegitymizacji i usunięcia z linii sukcesji Ōke – bocznej linii rodziny cesarskiej wywodzącej się bezpośrednio w linii męskiej od cesarza Sukō.
Narodziny księcia Hisahito w 2006 roku sprawiły, że debata utraciła priorytet i kwestia zmiany prawa w tym zakresie zeszła na plan dalszy. Według sondażu z 2021 roku 87% Japończyków pozytywnie postrzega ewentualność odziedziczenia tronu przez kobietę.

## Linia sukcesji
| #  | Zdjęcie                                                              | Tytuł                                                              | Data urodzenia                       | Uwagi                                                                                     |
| -- | -------------------------------------------------------------------- | ------------------------------------------------------------------ | ------------------------------------ | ----------------------------------------------------------------------------------------- |
| 1. |                                                                      | Książę Akishino (秋篠宮文仁親王, Akishino-no-miya Fumihito Shinnō) | 30 listopada 1965; około 59 lat temu | Następca tronu, brat obecnego cesarza Naruhito, młodszy syn emerytowanego cesarza Akihito |
| 2. | Prince_Hisahito_2025_at_Archives_and_Mausolea_Department_3_(cropped) | Książę Hisahito (悠仁親王, Hisahito Shinnō)                        | 6 września 2006; około 18 lat temu   | Syn księcia Akishino                                                                      |
| 3. |                                                                      | Książę Hitachi (常陸宮正仁親王, Hitachi-no-miya Masahito Shinnō)   | 28 listopada 1935; około 89 lat temu | Stryj obecnego cesarza, brat emerytowanego cesarza Akihito                                |